# John Foreman
John Foreman, né le 26 juillet 1925 et mort le 19 novembre 1992[réf. nécessaire], est un producteur américain de films.

## Biographie
Josh Christian Foreman est né le 26 juillet 1925 à Idaho Falls, Idaho.
À la fin des années 1960, avec l'acteur Paul Newman il fonde Newman-Foreman productions. Il produit ensuite Virages (1969) et Butch Cassidy et le Kid (1969). Plus tard, il réalise quatre films, en collaboration avec le réalisateur John Huston. Ses autres films en tant que producteur comprennent, De l'influence des rayons gamma sur le comportement des marguerites (1972), Juge et Hors-la-loi (1972), Le Piège (1973), L'Homme qui voulut être roi (1975), Le Rivage oublié (1971) et L'Honneur des Prizzi (1985).
Il est nommé deux fois aux Oscars pour ses films Butch Cassidy et le Kid et L'Honneur des Prizzi.
Foreman est marié à l'actrice et chanteuse Linda Lawson. Amanda Foreman et Julie Foreman, les deux actrices sont leurs filles.
Il est décédé le 19 novembre 1992 à Beverly Hills, en Californie.